# Herzverletzung
Eine Herzverletzung, genannt auch Herztrauma und Herzwunde, durch Gewalteinwirkung von außen kann im Zusammenhang mit jeder Verletzung des Brustkorbs (Thoraxtrauma) auftreten. Bei einem offenen Thoraxtrauma mit Eröffnung des Brustraumes durch Unfall, Schuss- oder Stichverletzung kann es auch zur offenen Verletzung des Herzens kommen, die ohne sofortige herzchirurgische Maßnahmen meist in kurzer Zeit tödlich endet. Doch bereits 1560 schrieb Fabricus von Hilden entgegen den Auffassungen von Paulos von Aigina (7. Jahrhundert) und seinem Zeitgenossen Gabriele Falloppio, dass auch eine Herzwunde heilen kann. Theodor Billroth war hingegen auch noch 1881 mehr als skeptisch, was einen Eingriff am Herz anbelangt. Der Chirurg H. Block aus Danzig zeigte dann 1882 im Tierversuch die Herznaht, und Ludwig Rehn gelang 1896 die erste erfolgreiche beim Menschen.
Bei einem geschlossenen Thoraxtrauma mit Herzbeteiligung kann zwischen drei Schweregraden unterschieden werden, die allerdings unscharf definiert sind. Die Unterscheidung ist im medizinischen Alltag wenig gebräuchlich. Gelegentlich werden alle drei Schweregrade unter dem Begriff Commotio cordis zusammengefasst oder auch nur zwischen Commotio cordis ohne und Contusio cordis mit sichtbaren Veränderungen am Herzen unterschieden.

## Commotio cordis
Als Commotio cordis oder „Herzerschütterung“ werden stumpfe Herzverletzungen bezeichnet, die nur zu vorübergehenden Funktionsstörungen ohne sichtbare Veränderungen führen. Herzrhythmusstörungen sind häufig, aber meist nicht behandlungsbedürftig. In einigen Fällen allerdings kann eine in der vulnerablen Phase einfallende Extrasystole tödliches Kammerflimmern auslösen. Während diese mögliche Ursache eines plötzlichen Herztodes viele Jahre für extrem selten gehalten wurde, geht man heute insbesondere bei Jungen im Alter von 5 bis 18 Jahren von einer der Hauptursachen plötzlicher Todesfälle aus.

## Contusio cordis
Die Contusio cordis oder „Herzprellung“ (durch eine Erschütterungswelle über die Brustorgane) kann zu Einblutungen in den Herzmuskel (Myokard) und selten zu einer Perikardtamponade führen, welche ohne sofortige Behandlung tödlich verlaufen kann. Herzrhythmusstörungen sind häufig.

## Compressio cordis
Bei der Compressio cordis oder „Herzquetschung“ kommt es zu Einblutungen in Myokard und evtl. auch das Perikard. Durch die plötzliche Drucksteigerung im Herzen kann es zum Abriss von Teilen der Herzklappen und Papillarmuskeln sowie zur Ruptur der Herzwand oder der Aorta und einem dadurch tödlichen Verlauf kommen.